# Saison 1 des Frères Scott
Chronologie
Saison 2
Cet article présente le guide des épisodes de la première saison de la série télévisée Les Frères Scott (One Tree Hill).
Cette première saison présente l'univers de Lucas et Nathan Scott ainsi que de leurs familles et amis depuis l'intégration de Lucas dans l'équipe des Ravens jusqu'au départ de ce dernier de Tree Hill en compagnie de Keith.

## Distribution

### Acteurs principaux
- Chad Michael Murray (VF : Yoann Sover) : Lucas Scott
- James Lafferty (VF : Franck Tordjman) : Nathan Scott
- Hilarie Burton (VF : Laura Préjean) : Peyton Sawyer
- Bethany Joy Lenz (VF : Nathalie Gazdik) : Haley James
- Paul Johansson (VF : Mathieu Buscatto) : Dan Scott
- Sophia Bush (VF : Barbara Delsol) : Brooke Davis (21 épisodes)
- Barry Corbin (VF : Philippe Catoire) : Whitey Durham (19 épisodes)
- Craig Sheffer (VF : Constantin Pappas) : Keith Scott
- Moira Kelly (VF : Élisabeth Fargeot) : Karen Roe (18 épisodes)
- Barbara Alyn Woods (VF : Marie-Martine Bisson) : Deb Scott (19 épisodes)

### Acteurs récurrents et invités
- Vaughn Wilson (VF : Fabrice Trojani) : Ferguson « Fergie » Thompson
- Bevin Prince (VF : Laurence Sacquet) : Bevin Mirskey
- Bryan Greenberg (VF : Laurent Morteau) : Jake Jaglieski
- Brett Claywell (VF : Donald Reignoux) : Tim Smith
- Emmanuelle Vaugier (VF : Naïke Fauveau) : Nikki
- Colin Fickes (en) (VF : Yann Le Madic) : Jimmy Edwards
- Thomas Ian Griffith (VF : Guillaume Orsat) : Larry Sawyer
- Cullen Moss (VF : Charles Pestel) : Junk Moretti

## Listes des épisodes

### Épisode 1:Le Duel
- États-Unis : 24 septembre 2003
- France : 8 septembre 2004
- Québec : 5 janvier 2005[1]

- États-Unis : 2,48 millions de téléspectateurs[2] (première diffusion)

- Antwon Tanner (Skills)
- Bryan Greenberg (Jake)

### Épisode 2:La Peur au ventre
- États-Unis : 30 septembre 2003
- France : 8 septembre 2004

- États-Unis : 3,30 millions de téléspectateurs[3] (première diffusion)

- Antwon Tanner (Skills)
- Bryan Greenberg (Jake)

### Épisode 3:Jusqu'au bout
- États-Unis : 7 octobre 2003
- France : 15 septembre 2004

- États-Unis : 3,54 millions de téléspectateurs[4] (première diffusion)

- Bryan Greenberg (Jake Jagielski)
- Brett Claywell (Tim Smith)
- Lee Norris (Mouth McFadden)
- Amy Parrish (Shari Smith)
- Cullen Moss (Junk)
- Vaughn Wilson (Fergie)

### Épisode 4:Chocs frontaux
- États-Unis : 14 octobre 2003
- France : 15 septembre 2004

- États-Unis : 3,78 millions de téléspectateurs[5] (première diffusion)

- Barbara Alyn Woods (Deb Scott)
- Bryan Greenberg (Jake Jagielski)
- Brett Claywell (Tim Smith)
- Drew Seeley (Johnny Norris)

### Épisode 5:Le Poids du passé
- États-Unis : 21 octobre 2003
- France : 25 septembre 2004

- États-Unis : 3,6 millions de téléspectateurs (première diffusion)

- Barbara Alyn Woods (Deb Scott)
- Brett Claywell (Tim Smith)

### Épisode 6:Une nuit ensemble
- États-Unis : 28 octobre 2003
- France : 25 septembre 2004

- États-Unis : 3,3 millions de téléspectateurs (première diffusion)

- Barbara Alyn Woods (Deb Scott)
- Brett Claywell (Tim Smith)
- Lee Norris (Mouth McFadden)

### Épisode 7:Un nouveau départ
- États-Unis : 4 novembre 2003
- France : 25 septembre 2004

- États-Unis : 3,62 millions de téléspectateurs[6] (première diffusion)

- Bryan Greenberg (Jake Jagielski)
- Barbara Alyn Woods (Deb Scott)
- Brett Claywell (Tim Smith)
- Amy Parrish (Shari Smith)
- Sarah Edwards (Theresa)

### Épisode 8:Prise de risque
- États-Unis : 11 novembre 2003
- France : 2 octobre 2004

- États-Unis : 3,6 millions de téléspectateurs (première diffusion)

- Brett Claywell (Tim Smith)
- Lee Norris (Mouth McFadden)
- Mike Erwin (Gabe)
- Antwon Tanner (Skills Taylor)
- Cullen Moss (Junk)
- Vaughn Wilson (Fergie)

Brooke essaye de changer son karma. Pour y parvenir, elle veut réparer les relations qu'elle a détruites. Elle organise alors un jeu de piste pour Nathan et Haley.

### Épisode 9:Services rendus
- États-Unis : 18 novembre 2003
- France : 2 octobre 2004

- États-Unis : 3,75 millions de téléspectateurs[7] (première diffusion)

- Brett Claywell (Tim Smith)
- Lee Norris (Mouth McFadden)
- Barbara Alyn Woods (Deb Scott)

### Épisode 10:Tensions
- États-Unis : 20 janvier 2004
- France : 9 octobre 2004

- États-Unis : 4,35 millions de téléspectateurs[8] (première diffusion)

- Barbara Alyn Woods (Deb Scott)
- Bryan Greenberg (Jake Jagielski)
- Brett Claywell (Tim Smith)
- Lee Norris (Mouth McFadden)
- Gavin DeGraw (Lui-même)
- Antwon Tanner (Skills Taylor)
- Cullen Moss (Junk)
- Vaughn Wilson (Fergie)

### Épisode 11:Choix de vie
- États-Unis : 27 janvier 2004
- France : 13 octobre 2004

- États-Unis : 3,8 millions de téléspectateurs (première diffusion)

- Barbara Alyn Woods (Deb Scott)
- Bryan Greenberg (Jake Jagielski)
- Brett Claywell (Tim Smith)
- Ann Cusack (La psychologue)
- Thomas Ian Griffith (Larry Sawyer)

### Épisode 12:Au nom du père
- États-Unis : 3 février 2004
- France : 13 octobre 2004

- États-Unis : 4 millions de téléspectateurs (première diffusion)

- Barbara Alyn Woods (Deb Scott)
- Gerald McRaney (Royal Scott)
- Tess Harper (May Scott)
- Thomas Ian Griffith (Larry Sawyer)

### Épisode 13:Accident de parcours
- États-Unis : 10 février 2004
- France : 20 octobre 2004

- États-Unis : 4,2 millions de téléspectateurs (première diffusion)

- Barbara Alyn Woods (Deb Scott)
- Ann Cusack (La psychologue)
- Brett Claywell (Tim Smith)
- Lee Norris (Mouth McFadden)
- Paula Trickey (Carrie)

### Épisode 14:Garder espoir
- États-Unis : 17 février 2004
- France : 20 octobre 2004

- États-Unis : 4,39 millions de téléspectateurs[9] (première diffusion)

- Barbara Alyn Woods (Deb Scott)
- Bryan Greenberg (Jake Jagielski)
- Brett Claywell (Tim Smith)
- Lee Norris (Mouth McFadden)
- Angie Fox (Amy Quinn)
- Antwon Tanner (Skills Taylor)
- Cullen Moss (Junk)
- Vaughn Wilson (Fergie)
- Joan Severance (Cynthia Price)

### Épisode 15:Point de rupture
- États-Unis : 24 février 2004
- France : 27 octobre 2004

- États-Unis : 3,87 millions de téléspectateurs[10] (première diffusion)

- Barbara Alyn Woods (Deb Scott)
- Bryan Greenberg (Jake Jagielski)
- Joan Severance (Cynthia Price)

### Épisode 16:Premières désillusions
- États-Unis : 2 mars 2004
- France : 27 octobre 2004

- États-Unis : 3,95 millions de téléspectateurs[11] (première diffusion)

- Barbara Alyn Woods (Deb Scott)
- Bryan Greenberg (Jake Jagielski)
- Brett Claywell (Tim Smith)
- Antwon Tanner (Skills Taylor)
- Sheryl Crow (Elle-même)
- Emmanuelle Vaugier (Nicki)

### Épisode 17:Alliances
- États-Unis : 6 avril 2004
- France : 3 novembre 2004

- États-Unis : 3,24 millions de téléspectateurs[12] (première diffusion)

- Barbara Alyn Woods (Deb Scott)
- Bryan Greenberg (Jake Jagielski)
- Brett Claywell (Tim Smith)
- Lee Norris (Mouth McFadden)
- Corri English (Claire Young)
- Bevin Prince (Bevin Mirskey)
- Thomas Ian Griffith (Larry Sawyer)

### Épisode 18:Une soirée de rêve
- États-Unis : 13 avril 2004
- France : 3 novembre 2004

- États-Unis : 4,81 millions de téléspectateurs[13] (première diffusion)

- Barbara Alyn Woods (Deb Scott)
- Bryan Greenberg (Jake Jagielski)
- Brett Claywell (Tim Smith)
- Lee Norris (Mouth McFadden)
- Emmanuelle Vaugier (Nicki)
- Amy Parrish (Shari Smith)
- Thomas Ian Griffith (Larry Sawyer)

### Épisode 19:Naître ou ne pas naître
- États-Unis : 20 avril 2004
- France : 10 novembre 2004

- États-Unis : 4,40 millions de téléspectateurs[14] (première diffusion)

- Barbara Alyn Woods (Deb Scott)
- Bryan Greenberg (Jake Jagielski)
- Brett Claywell (Tim Smith)
- Emmanuelle Vaugier (Nicki)

### Épisode 20:Nouvelle donne
- États-Unis : 27 avril 2004
- France : 10 novembre 2004

- États-Unis : 4,23 millions de téléspectateurs[15] (première diffusion)

- Barbara Alyn Woods (Deb Scott)
- Brett Claywell (Tim Smith)
- Lee Norris (Mouth McFadden)
- Emmanuelle Vaugier (Nicki)
- Blake Bashoff (Gary)

### Épisode 21:Savoir dire adieu
- États-Unis : 4 mai 2004
- France : 17 novembre 2004

- États-Unis : 4,09 millions de téléspectateurs[16] (première diffusion)

- Barbara Alyn Woods (Deb Scott)
- Bryan Greenberg (Jake Jagielski)
- Shawn Shepard (Proviseur Turner)
- Brett Claywell (Tim Smith)
- Emmanuelle Vaugier (Nicki)
- Thomas Ian Griffith (Larry Sawyer)

### Épisode 22:Au pied du mur
- États-Unis : 11 mai 2004
- France : 17 novembre 2004

- États-Unis : 4,49 millions de téléspectateurs[17] (première diffusion)

- Barbara Alyn Woods (Deb Scott)
- Cullen Moss (Junk)
- Vaughn Wilson (Fergie)
- Brett Claywell (Tim Smith)
- Emmanuelle Vaugier (Nicki)

## Audiences aux États-Unis
La première saison a réuni en moyenne 3,86 millions de téléspectateurs américains.
| N° Épisode | Titre Anglais                         | Chaîne | Date de diffusion originale | États-Unis (en millions de téléspectateurs) |
| ---------- | ------------------------------------- | ------ | --------------------------- | ------------------------------------------- |
| 1          | Pilot                                 | The WB | 24 septembre 2003           | 2,48                                        |
| 2          | Places You Have Come to Fear the Most | The WB | 30 septembre 2003           | 3,30                                        |
| 3          | Are You True?                         | The WB | 7 octobre 2003              | 3,54                                        |
| 4          | Crash Into You                        | The WB | 14 octobre 2003             | 3,78                                        |
| 5          | All That You Can't Leave Behind       | The WB | 21 octobre 2003             | 3,60                                        |
| 6          | Every Night Is Another Story          | The WB | 28 octobre 2003             | 3,30                                        |
| 7          | Life in a Glass House                 | The WB | 4 novembre 2003             | 3,62                                        |
| 8          | Search for Something More             | The WB | 11 novembre 2003            | 3,60                                        |
| 9          | With Arms Outstretched                | The WB | 18 novembre 2003            | 3,75                                        |
| 10         | You Gotta Go There to Come Back       | The WB | 20 janvier 2004             | 4,35                                        |
| 11         | The Living Years                      | The WB | 27 janvier 2004             | 3,80                                        |
| 12         | Crash Course in Polite Conversations  | The WB | 3 février 2004              | 4,05                                        |
| 13         | Hanging by a Moment                   | The WB | 10 février 2004             | 4,20                                        |
| 14         | I Shall Believe                       | The WB | 17 février 2004             | 4,39                                        |
| 15         | Suddenly Everything Has Changed       | The WB | 24 février 2004             | 3,87                                        |
| 16         | The First Cut Is the Deepest          | The WB | 2 mars 2004                 | 3,95                                        |
| 17         | Spirit in the Night                   | The WB | 6 avril 2004                | 3,24                                        |
| 18         | To Wish Impossible Things             | The WB | 13 avril 2004               | 4,81                                        |
| 19         | How Can You Be Sure?                  | The WB | 20 avril 2004               | 4,40                                        |
| 20         | What Is and What Should Never Be      | The WB | 27 avril 2004               | 4,23                                        |
| 21         | The Leaving Song                      | The WB | 4 mai 2004                  | 4,09                                        |
| 22         | The Games That Play Us                | The WB | 11 mai 2004                 | 4,49                                        |